# سینمای نپال
سینمای نپال که با نام کولیوود Kollywood نیز شناخته می‌شود، پیشینه اندکی دارد. با این‌همه این صنعت جایگاه ویژه خود را در میراث فرهنگی نپال به دست آورده و عمدتاً از واژه کلشیترا نپالی Nepali Chalchitra به مفهوم فیلم‌هایی با زبان نپالی از آن یاد می‌کنند. جغرافیای نپال همواره مورد توجه مستندسازان و شرکت‌های فیلمسازی خارجی بوده است.

## پیشینه
در ۱۴ سپتامبر ۱۹۵۱ برای اولین بار در نپال یک فیلم اکران شد. این فیلم که به زبان نپالی بود در بنگال هند تهیه شده بود و Satya Harishchandra نام داشت. اما ۷ اکتبر ۱۹۶۴ اولین فیلم تولید شده در خاک نپال با نام آما (مادر) اکران شد که با سرمایه‌گذاری دولتی همراه بود. فیلم ساخته هیرا سینگ خاتری و بازی شیوا شانکار ماناندار و بووان چاند بود که این ۲ به عنوان اولین بازیگران صنعت فیلم نپال شناخته می‌شوند.
در سال ۱۹۶۶ مائیتیگار (خانه مادرانه) به عنوان اولین فیلم محصول یک استودیوی خصوصی در نپال اکران شد. این فیلم اگرچه محصول نپال بود اما هندی‌های زیادی در آن ایفای نقش کردند و صحنه‌های رقص و آواز هندی در این فیلم طولانی به مدت ۱۳۴ دقیقه فراوان بود. با تأسیس شرکت سلطنتی فیلم نپال و تزریق بودجه به آن، سینمای نپال تا اوایل دهه ۹۰ که کشور دچار تنش سیاسی گردید روند رو به رشدی را طی کرد.

## فیلم‌هایی که تمام یا بخشی از آن در نپال فیلمبرداری شدند

هفت سال در تبت ۱۹۹۷

- هفت سال در تبت ۱۹۹۷کودک پرافتخار (۱۹۸۶)
- باراکا (۱۹۹۲)
- بودای کوچک (۱۹۹۳)
- آقای بنارسی (۱۹۹۷)
- هفت سال در تبت (۱۹۹۷)
- بی‌خانمان خارجی (۱۹۹۸)
- پواکوساتسی (۱۹۸۸)
- سقوط (۲۰۰۶)
- قبل از اینکه تا ۱۰ بشمارم (۲۰۱۵)
- نوزاد (۲۰۱۵)
- اورست (۲۰۱۵)
- دکتر استرنج (۲۰۱۶)
- تحت تعقیب‌های هند (۲۰۱۹)

## فیلم‌های مهم نپالی[۷]
- هیمالیا (فیلم ۱۹۹۹)
- دفتر (۲۰۱۳)
- بزرگراه (۲۰۱۴)
- باران نوامبر (۲۰۱۴)

## جشنواره‌های سینمایی
جشنواره بین‌المللی فیلم بومی نپال (Nepal International Indigenous Film Festival) از سال ۲۰۰۷ در کاتماندو برگزار می‌شود. جشنواره بین‌المللی فیلم کوهستان کاتماندو (Kathmandu International Mountain Film Festival) نیز از فستیوال مهم فیلم ناحیه تبت است.

## آمار و ارقام
نپال اکنون دارای ۳۰۰ سالن نمایش فیلم است. تولید مشترک سالیانه با هند و سریلانکا حدود ۳۵ فیلم است. بدنه سینمایی نپال هنوز قدرت ساخت فیلم مستقل ندارد.